# Wasserturm (Falkenberg/Elster)

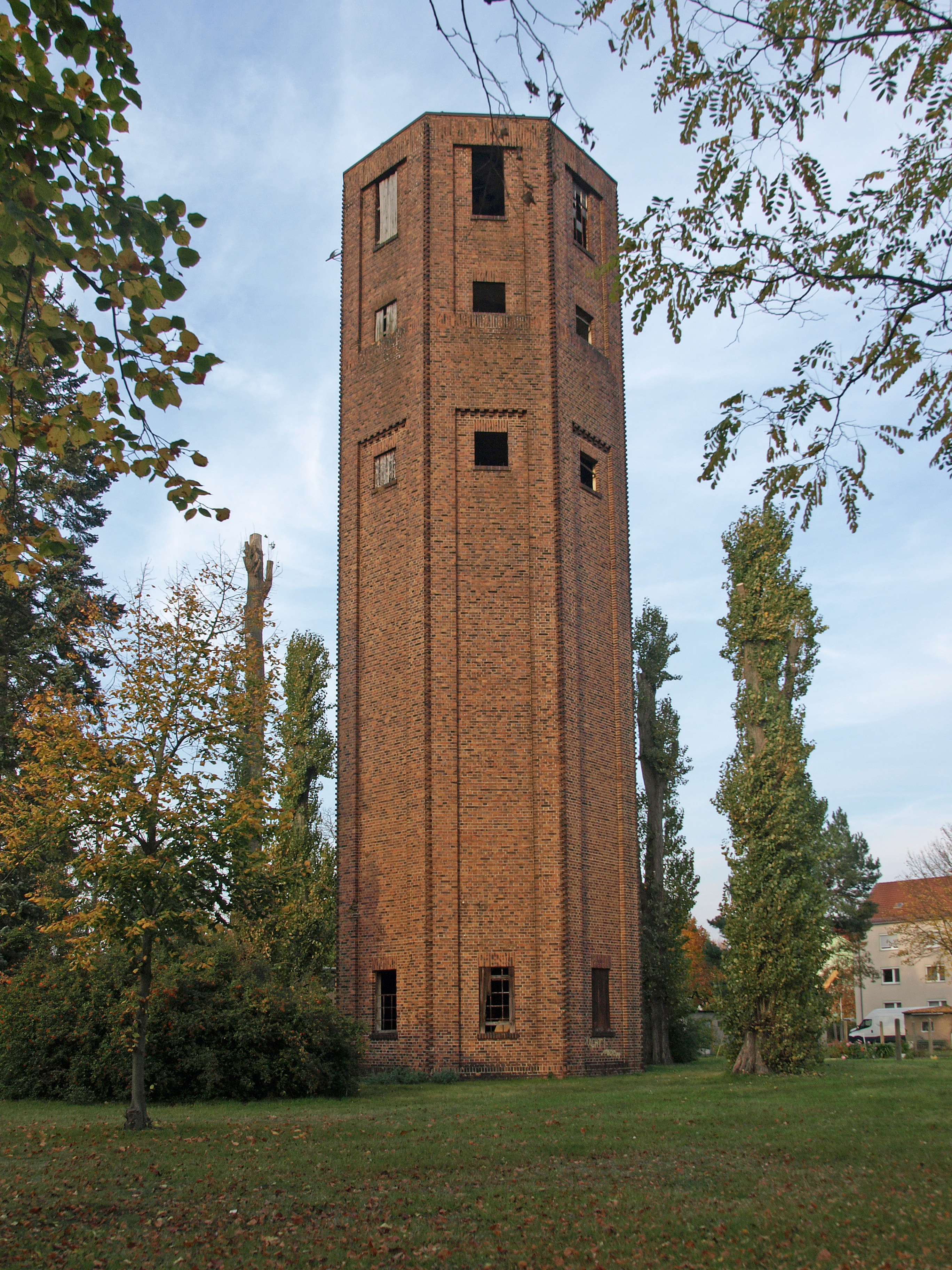
Der Falkenberger Wasserturm (2017)

Der Wasserturm ist ein unter Schutz stehendes Baudenkmal und eine weit sichtbare Landmarke in der Kleinstadt Falkenberg/Elster im südbrandenburgischen Landkreis Elbe-Elster. Im örtlichen Denkmalverzeichnis ist er unter der Erfassungsnummer 09135146 verzeichnet. Sein Standort befindet sich in einer Grünanlage, die an der Einmündung der Schillerstraße in die Liebenwerdaer Straße liegt.
Der Wasserturm wurde 1928 im Stil des Expressionismus erbaut. Die Pläne dafür entwarf der Breslauer Ingenieur Rosenquist. Der Wasserturm hat einen achteckigen Grundriss und wurde aus Ziegeln errichtet, der Turmschaft ist gerade. Das Dach ist ein flaches Walmdach.